# 황인덕 (1950년)
황인덕(黃仁德, 1950년 ~ )는 대한민국 KBS의 경영본부 본부장이었다. 2008년 9월 정년퇴임 했다.

## 학력
- 대구중앙상업고등학교 졸업

## 경력
- KBS 경영본부 노무 주간
- KBS 경영본부 광고팀 팀장
- KBS 경영본부 본부장 (2005 ~ 2008년 9월)